# Alestes dentex
Alestes dentex är en fiskart som först beskrevs av Carl von Linné 1758.  Alestes dentex ingår i släktet Alestes och familjen Alestidae. IUCN kategoriserar arten globalt som livskraftig. Inga underarter finns listade i Catalogue of Life.